# 田中淡
田中 淡（たなか たん、1946年（昭和21年）7月23日 - 2012年（平成24年）11月18日）は、日本の建築史家。京都大学名誉教授。専門は中国建築史・造園史・技術史。戦後における中国建築史研究の第一人者である。

## 経歴
出生から修学期
1946年、神奈川県で生まれた。1965年に私立武蔵高等学校を卒業し、横浜国立大学工学部建築学科に進学。1969年に卒業。東京大学大学院工学系研究科建築学専攻に進み、1971年に修士課程を修了した。博士課程に進むが、同年に中退。
研究者として
1971年、文化庁文化財保護部建造物課文部技官に就いた。1974年に退官し、京都大学人文科学研究所助手となった。1981年、南京工学院建築研究所客員研究員として在外研究。1987年、学位論文『中国建築史の基礎的研究』を東京大学に提出して工学博士号を取得。1994年に同教授昇格。2010年に京都大学を退任し、名誉教授となった。2012年11月18日、多発性骨髄腫のために死去。66歳没。

## 受賞・栄典
- 1981年：第10回北川桃雄基金賞を受賞。
- 1992年：濱田青陵賞を受賞[4]。

## 研究内容・業績
戦前の現地調査を通して関野貞や伊東忠太らが日本人専門家による中国建築史研究の礎を築いたが、竹島卓一や村田治郎ら戦中に大陸を実地調査した世代で中断していた。戦後に育った研究者として再び研究を再興した。
平城宮跡をはじめとする史跡における古代建築復元に検討委員として助言したほか、西安での大明宮含元殿遺址保存修復事業にもユネスココンサルタントとして参加した。

## 著作
- 『茨城県指定文化財鹿島神宮仮殿修理工事報告書』鹿島神宮 1975
- 『故宮博物院』(世界の博物館 21) 共著、講談社 1978
- 『伊賀新大仏寺発掘調査報告書』共著、新大仏寺 1980
- 『中国の古建築』(世界の文化史蹟 17) 共編）講談社 1980
- 『中国建築史の研究』弘文堂 1989
- 『中国古代科学史論続篇』共編、京都大学人文科学研究所 1991
- 『中国科学史国際会議：1987京都シンポジウム報告書』共編、京都大学人文科学研究所 1992
- 『中国造園史文献目録』編、京都大学人文科学研究所 1997
- 『中国技術史の研究』編、京都大学人文科学研究所 1998
- 『東大寺・手向山神社』(週刊朝日百科 日本の国宝 53) 編、朝日新聞社 1998
- 『東アジア・ロシア』(ユネスコ世界遺産 4) 共著）講談社 1998
- 『中國建築知識東傳日本的媒介』(APARP 16) 中央研究院亞太研究計画 2002
- 『中国古代造園史料集成』共編、中央公論美術出版 2003

著作集
- 『田中淡著作集』(全3巻) 中央公論美術出版

1. 『中国建築の特質』2018
2. 『中国建築と庭園』2023
3. 『中国建築と日本』2024

訳書
- 『中国の住宅』劉敦楨著、沢谷昭次共訳、鹿島出版会 1976
- 『中国の建築と都市』アンドリュー・ボイド著、鹿島出版会 1979
- 『土木工学　中国の科学と文明 10』ジョセフ・ニーダム、思索社 1979、訳に参加
- 『中国建築の歴史』中国建築史編集委員会編、平凡社 1981
- 『中国の名庭：蘇州古典園林』劉敦楨著、小学館 1982
- 『中国の建築』中国建築科学研究院、共訳、小学館 1982
- 『紫禁城宮殿』于倬雲著、共訳、講談社 1984
- 『中国古代建築の保護と維持修理』祁英濤著、監訳、古都調査保存協力会 1993
- 『長物志　明代文人の生活と意見』文震亨、平凡社東洋文庫 全3巻、1999、訳に参加
- 『佛教美術事典』共編、東京書籍 2002

## 資料
- 『日本美術年鑑』平成25年版, 422頁. (東文研アーカイブ)